# Покосенко Олександр Данилович
Покосенко Олександр Данилович (нар. 16 травня 1924, Миколаїв, Українська РСР, СРСР — пом. 26 лютого 2024, Миколаїв, Україна) — радянський і український художник, ветеран Другої Світової війни, лауреат премії ВДНГ СРСР (1968), заслужений художник України (2014), почесний громадянин міста Миколаєва (2009).

## Біографія
Народився 16 травня 1924 року в місті Миколаєві у сім'ї корабелів. Навчався в школі № 1, фабрично-заводському училищі, після закінчення якого був направлений в судномонтажний цех заводу імені Андре Марті (зараз Чорноморський суднобудівний завод).
Ще з дитинства захоплювався малюванням, у дев'ятирічному віці вперше взяв участь у художній виставці (1937), де виставив малюнок «Дуель», присвячений Пушкіну.
Під час німецько-радянської війни був висланий до Німеччини і відправлений до концентраційного табору «Варте» у Східній Пруссії. За першу спробу втечі отримав покарання у вигляді 25 ударів нагайкою та тримання в карцері.
У 1944 році з другої спроби зумів втекти до позицій радянський військ, де отримав за перебування на ворожій території «традиційний» вирок: штрафбат — і на передову. Ще близько року воював із гвинтівкою в руках, де був поранений. Після війни служив у країнах Балтії, в музвзводі (грає майже на всіх музичних інструментах), а після демобілізації, маючи здібності художника, влаштувався до кінофікації, де малював афіші.
У червні 1951 року в Миколаєві організовується Українське кооперативне товариство художників (УКООПТХ), де Покосенко став одним із перших її членів. У тому ж році учасник установчих зборів Миколаївського обласного товариства художників. На першій груповій виставці товариства у 1952 році виставив дві написані олією роботи — «На балу» і портрет.
У 1959 році закінчив Одеське державне художнє училище імені М. Грекова.
У шістдесяті роки займається промисловим дизайном. Творча група, в якій працював художник, створила судовий автономний кондиціонер «Нептун», за який був удостоєний срібної медалі Виставки досягнень народного господарства СРСР.
Закінчив факультет графіки Московського поліграфічного інституту у 1969 році.
У 1970 році стає головним художником міста. З 1974 по 1984 роки є постійним учасником творчих наїздів у республіканський дім творчості Седнів. В цей же час захоплюється плакатом, який є основним у його творчості у цей період. Лауреат і учасник міжнародних і республіканських конкурсів та виставок плакату. Перша персональна виставка робіт відбулася у 1962 році.
У 1972 році художник захоплюється історичною темою, з-під його пензля виходить серія живописних і графічних робіт, присвячених Миколаєву. За багаторічну працю створив безліч робіт, серед яких портрети містян і живописні роботи, навіяні морською і кораблебудівною романтикою. Серія «Старий Миколаїв», для якої автор використовував пленерні ескізи, старі листівки та фото, архівні матеріали, спогади містян, нараховує більше 150 картин. На полотнах зображені вулиці міста різних епох — 1940-х, 1960-х років і навіть XIX століття. Використовуючи власний метод художньої реконструкції, художник відтворює на полотні у первісному вигляді яхт-клуб, будинок Аркасів, католицький костел і хоральну синагогу, не повторюючи архівних зображень, за якими він працює.
Сьогодні роботи серії «Старий Миколаїв» можна побачити у Фонді Спілки художників України, кабінетах Верховної Ради, Міністерстві культури, Миколаївській міській раді, музеях Миколаєва та численних приватних колекціях. Є постійним організатором численних пересувних авторських виставок у міських навчальних закладах. Демонстрацію своїх робіт він супроводжує власно розробленими лекціями з історії рідного міста.
З 1980 по 1984 роки займав посаду головного художника Миколаївського художнього фонду. З того ж року є членом Національної спілки художників України.
У 2014 році отримав звання заслуженого художника України. У тому ж році удостоєний почесної відзнаки Миколаївської обласної ради «За заслуги перед Миколаївщиною» II-го ступеню.
Тематика творів художника різноманітна — це і тематичні полотна, і натюрморт, і графічні листи.
Помер 26 лютого 2024 року в Миколаєві.

## Творчість

### Публікації
- «Образотворче мистецтво», № 3 (1980);
- «После взятия Кенигсберга», музей бойової слави 16-ї гвардійської стрілецької дивізії (Москва, 1990);
- Альбом «Мистецтво України» (Київ, 2003);
- «Судьба и город», Людмила Щетініна // Скиф (Миколаїв, 2004);
- «Олександр Данилович Покосенко. Ювілейна виставка», Миколаївський обласний художній музей імені В. В. Верещагіна (2004).

### Вибрані виставки
- Перша обласна художня виставка членів товариства художників (1952);
- Перша персональна художня виставка (1962);
- Художня виставка миколаївських художників разом з майстрами пензля СРСР (Миколаїв, 1963);
- Художня виставка «Миколаївщина» (Миколаїв, 1964);
- Республіканська виставка «30 років Перемоги» (1975);
- Республіканська виставка «Плакат пропонує…» (1976);
- Республіканська III виставка акварелі (1977);
- Республіканська виставка плаката (1978);
- Виставка Українського образотворчого мистецтва з музеїв УРСР і РРФСР (1979);
- Всесоюзний конкурс «Олімпіада-80» (Москва, 1980);
- Міжнародна виставка плаката (Варшава, 1983);
- Міжнародна виставка плаката (Москва, 1984);
- Всеукраїнська виставка (1992);
- Всеукраїнська виставка «50 років Перемоги» (1995);
- Всеукраїнська виставка «До 60-річчя Перемоги у Великій Вітчизняній війні» (Київ, 2005);
- Всеукраїнська виставка «Мальовнича Україна» (2007);
- Виставка «Рідне місто моє» (Миколаїв, 1999);
- Всеукраїнська виставка до дня художника (Київ, 2008);
- Всеукраїнська виставка «Мальовнича Україна» (2008).

Загалом учасник понад 30 міжнародних, всесоюзних, всеукраїнських, республіканських і обласних виставок, серед яких і персональні у місті Миколаєві (1972, 1999, 2000, 2002, 2003, 2004).

## Нагороди, почесні звання і премії

### Нагороди
- Орден Великої Вітчизняної війни ІІ-го ступеня;
- Орден «За мужність» III-го ступеня;
- Медаль «За бойові заслуги»;
- Медаль «За перемогу над Німеччиною»;
- Медаль «За взяття Кенігсбергу»;
- Медаль «20 років перемоги у Великій Вітчизняній війні 1941—1945 рр.» (1965);
- Медаль «30 років перемоги у Великій Вітчизняній війні 1941—1945 рр.» (1975);
- Медаль «40 років перемоги у Великій Вітчизняній війні 1941—1945 рр.» (1985);
- Почесна грамота Міністерства культури України (2001)[1];
- Почесна грамота Міністерства культури і мистецтв України «За вагомий особистий внесок у створення духовних цінностей та високу професійну майстерність» (2004);
- Почесна відзнака Миколаївської обласної ради «За заслуги перед Миколаївщиною» II-го ступеню (2014);
- Почесна відзнака Миколаївської обласної ради «За заслуги перед Миколаївщиною» I-го ступеню (2019)[6].

### Почесні звання і премії
- Лауреат премії ВДНГ СРСР (срібна медаль, 1968);
- Почесний громадянин міста Миколаєва (2009);
- Заслужений художник України (2014)[6].